# Frank Vytrisal
Frank Vytrisal (Darmstadt, RFA, 10 de diciembre de 1966) es un deportista alemán que compitió en triatlón. Ganó dos medallas de bronce en el Campeonato Europeo de Ironman en los años 2006 y 2007.

## Palmarés internacional
| Campeonato Europeo | Campeonato Europeo   | Campeonato Europeo | Campeonato Europeo |
| Año                | Lugar                | Medalla            | Prueba             |
| ------------------ | -------------------- | ------------------ | ------------------ |
| 2006               | Fráncfort (Alemania) | Medalla de bronce  | Individual         |
| 2007               | Fráncfort (Alemania) | Medalla de bronce  | Individual         |